# Taunus Wunderland
Koordinaten: 50° 6′ 54″ N, 8° 6′ 37″ O
Das Taunus Wunderland ist ein Freizeitpark bei Schlangenbad in der Nähe von Wiesbaden in Hessen.

## Geografie und Lage
Der Freizeitpark befindet sich im Südwesten des Taunus, zwischen dem Schlangenbader Stadtteil Wambach (südwestlich) und dem Taunussteiner Stadtteil Seitzenhahn (nordöstlich). Der Park liegt im waldreichen Hohen Taunus, etwas nordwestlich des Taunushauptkamm, in etwa 1,5 km (Luftlinie) westlich der Hohen Wurzel (617,9 m ü. NN). Das Gelände des Parks erstreckt sich in einer Höhenlage zwischen 460 und 480 m. Es ist rund 4 Hektar groß.
Der Park liegt an der Landesstraße 3037 (auch Hohe Straße oder Lahnstraße genannt), die nordwestlich aus Richtung Bad Schwalbach von der Bundesstraße 275 abzweigt und über den Pass Hohe Wurzel (570 m) in den Vordertaunus, Richtung Wiesbaden, hinab führt.

## Geschichte

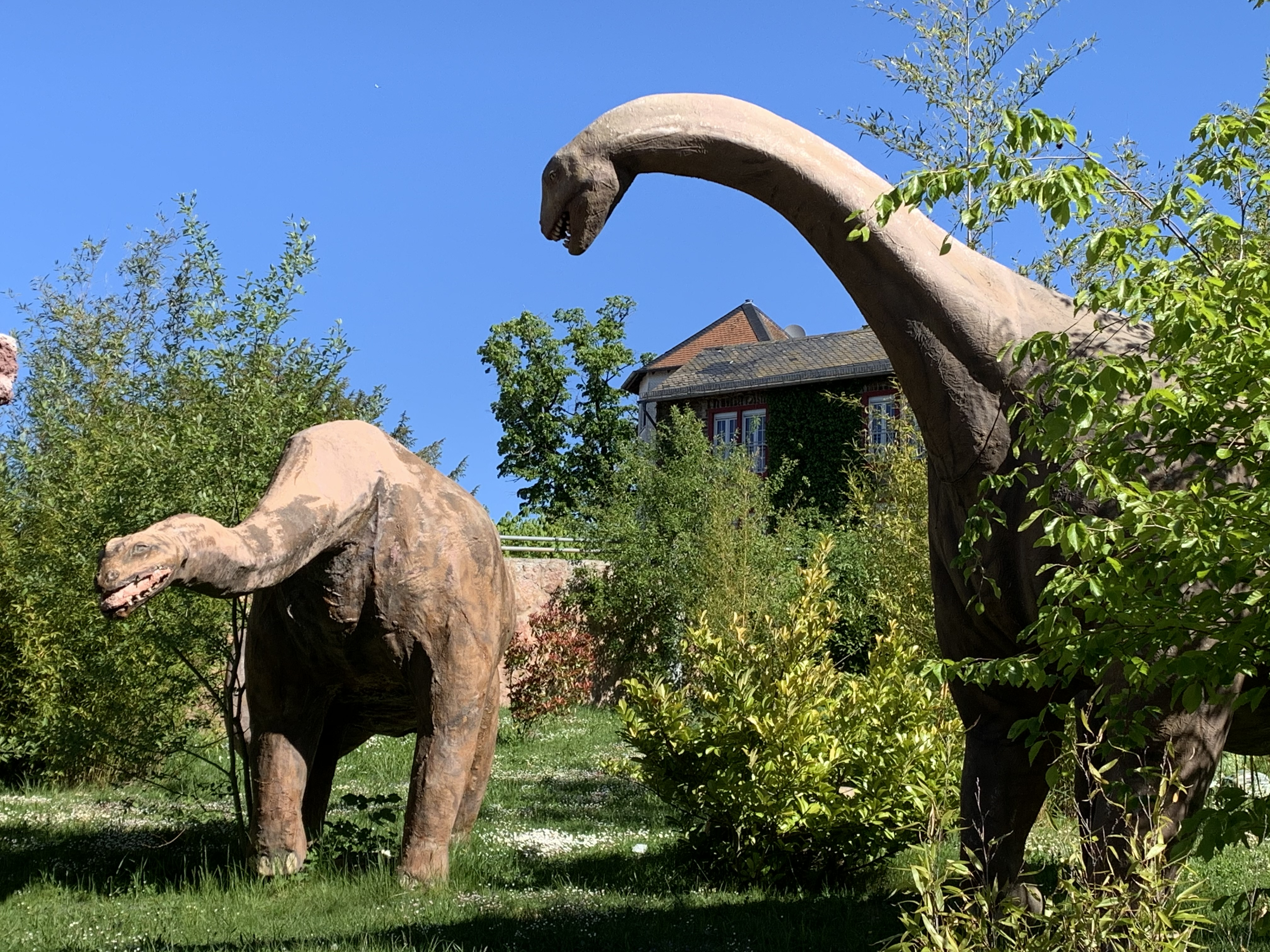
Dinosaurier Taunus Wunderland 2020

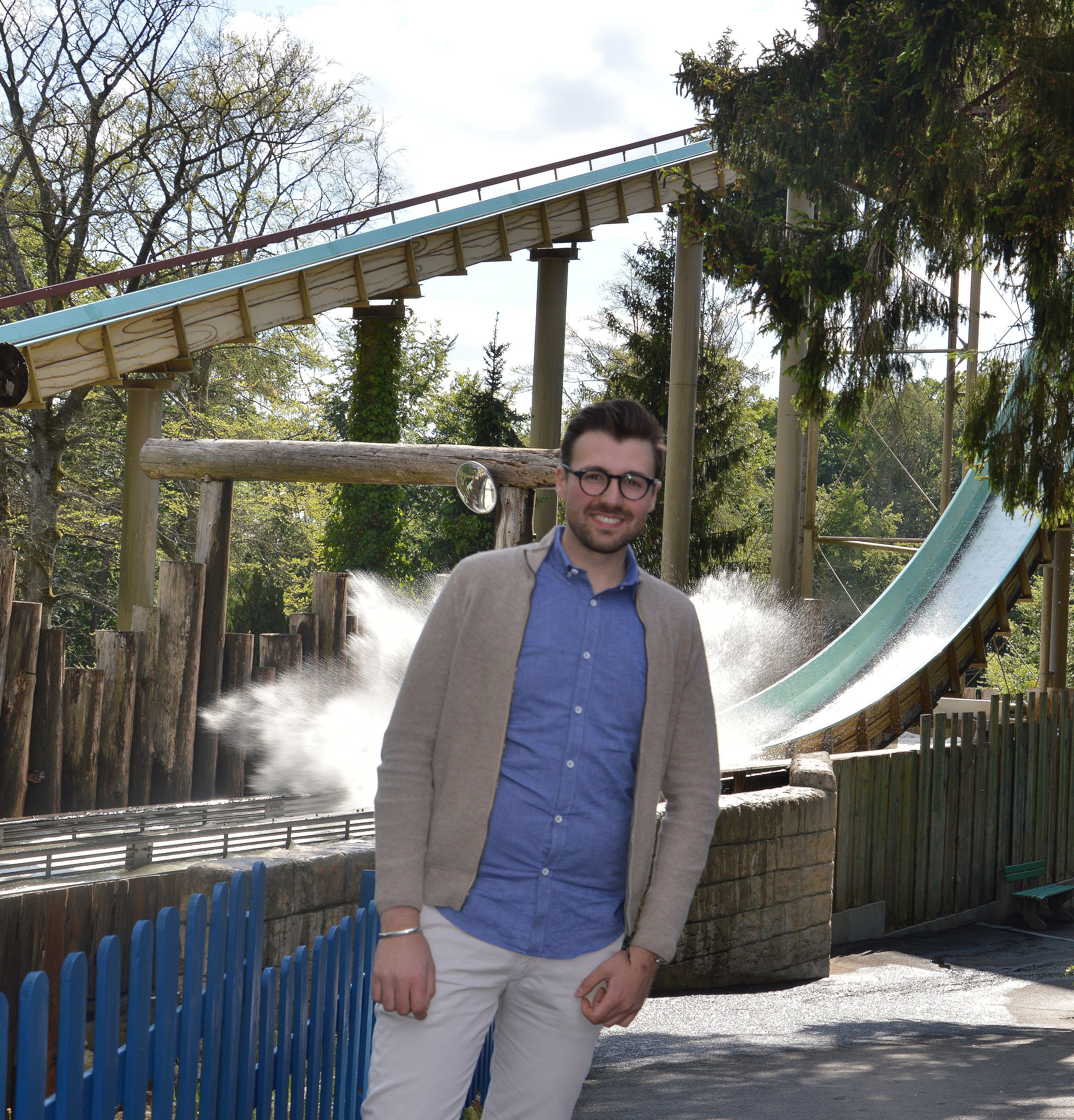
Otto Barth Junior 2020

Das Taunus Wunderland wurde am 12. Mai 1966 von Gunhilde Maxeiner und ihrem Ehemann als Märchenwald und Streichelzoo eröffnet. Neben insgesamt 400 Tieren wurden sowohl 120 europäische Nutztiere als auch exotische Tiere wie Schimpansen, Kängurus, Emus, Lamas und Papageien gezeigt. Der Park richtete sich an die Zielgruppe jüngerer Kinder und deren Familien. Ab 1998 erwarb Otto Barth senior das Taunus Wunderland und es erfolgte die Erweiterung zu einem Freizeitpark mit Fahrgeschäften. Die animierten Märchendarstellungen aus Keramik und Ton der Firma Heissner des alten Parks wurden nach und nach entfernt, ebenso wie die Sammlung an Dinosaurier-Replikas aus Kunststoff. Diese besteht teilweise noch und wurde durch neue Replikas erweitert. Die exotischen Tiere wurden Spezialisten übergeben, nur der Bestand der exotischen Vögel wurde erheblich erweitert. 2009 wurde eine Grillhütte mit Außen- und Innensitzen sowie 4 eigenen Grillstationen gebaut. 2015 wurde eine neue Unterführung unter der Bundesstraße 275 gebaut und der Eingangsbereich modernisiert. Ab 2016 wurde das Konzept des Taunus Wunderlands komplett überarbeitet und Themenbereiche sowie optisch überarbeitete Maskottchen eingeführt.
Der Park wurde vom Hessischen Innenminister Peter Beuth als Ort der Dankesveranstaltung für Freiwillige Helfer und deren Familien der Flüchtlingslage 2015 ausgewählt. Außerdem fand dort 2022 der Tag des Ehrenamtes statt.

## Attraktionen
| Name              | Typ                                  | Hersteller | Höchstgeschwindigkeit | Besonderheiten / Streckenlänge       | Baujahr |
| ----------------- | ------------------------------------ | ---------- | --------------------- | ------------------------------------ | ------- |
| Wilde Maus        | Familienachterbahn                   | Mack Rides | 43 km/h               | 375 m Streckenlänge                  | 1999    |
| Traubenrutsche    | Wildwasserbahn                       | Mack Rides | 50 km/h               | 16 m Fallhöhe / 305 m Streckenlänge  | 2001    |
| Knall & Fall      | Freefalltower                        | ABC Rides  |                       | 17 m Fallhöhe                        | 2010    |
| Wundergleiter     | Simulator                            | Thomson UK |                       | 6D Effekte                           | 2020    |
| Kuhddel Muuuhddel | Familienachterbahn, Spinning Coaster | SBF Visa   | 30 km/h               | Drehende Gondel / 60 m Streckenlänge | 2020    |
| Gobbi Express     | Powered Coaster                      | Mack Rides |                       | 500 m Streckenlänge                  | 2024    |

### Weitere Attraktionen
- Autoscooter
- Hexenstuhl (Attraktionsart Tower / Hersteller Sunkid Heege)
- Schwanensee (Attraktionsart Karussell / Hersteller Metallbau Emmeln)
- Spukhaus (Attraktionsart Mad House)
- Silberpfeilrutschen (Attraktionsart Röhrenrutsche)
- Sturzpflug Rutschen
- Salatschleuder (Attraktionsart Karussell)
- Forellenschleuder (Attraktionsart Wasserrondell / Hersteller Sunkid Heege)
- Gickelbahn (Attraktionsart Reitbahn / Hersteller Metallbau Emmeln)
- Edelsteine waschen
- Mulchmulde Abenteuerspielplatz
- Heu Express (Attraktionsart Eisenbahn / Hersteller Steinmaschinenbau Wiesbaden)
- Himmelsstürmer (Attraktionsart Kettenkarussell Wellenflug 48 / Hersteller Zierer)
- Wahrsager Wagen (Attraktionsart Crazy Bus / Hersteller SBF Visa)
- Dalmatiner Zirkus (Attraktionsart Bounce Spin / Hersteller SBF Visa)
- Bonbonbad
- Teufelsrad
- Baby Bumper (Attraktionsart Mini-Autoscooter)
- Luftschiff (Attraktionsart Sindbad Schiffschaukel / Hersteller Metallbau Emmeln)
- Käpt´n Kit (Attraktionsart Kinderkarussell)
- Käferkarussell (Attraktionsart Kinderkarussell)
- Kanufahrt
- Dino Rutsche (Attraktionsart Reifenrutsche)
- Dino Reiten (Attraktionsart Plastikreittier)
- Dino Bahn (Attraktionsart Tretbahn / Hersteller Metallbau Emmeln)
- Professor Doktor Feuerbach (Attraktionsart Minikino)
- Vulkanrutschen (Attraktionsart Röhrenrutsche)
- Große Papageien-Voliere
- Esel- und Ponyhof
- Streichelzoo

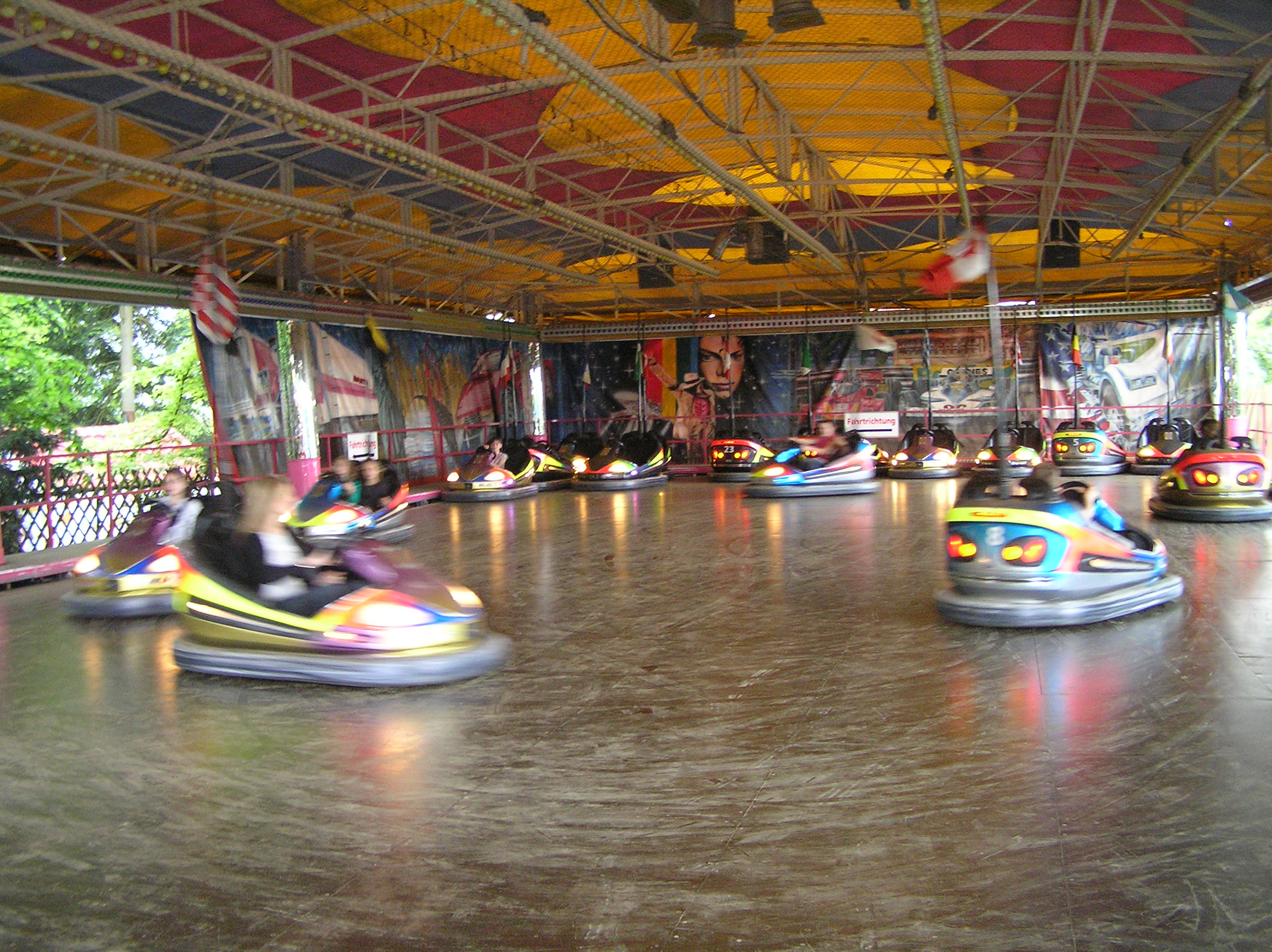
Autoscooter
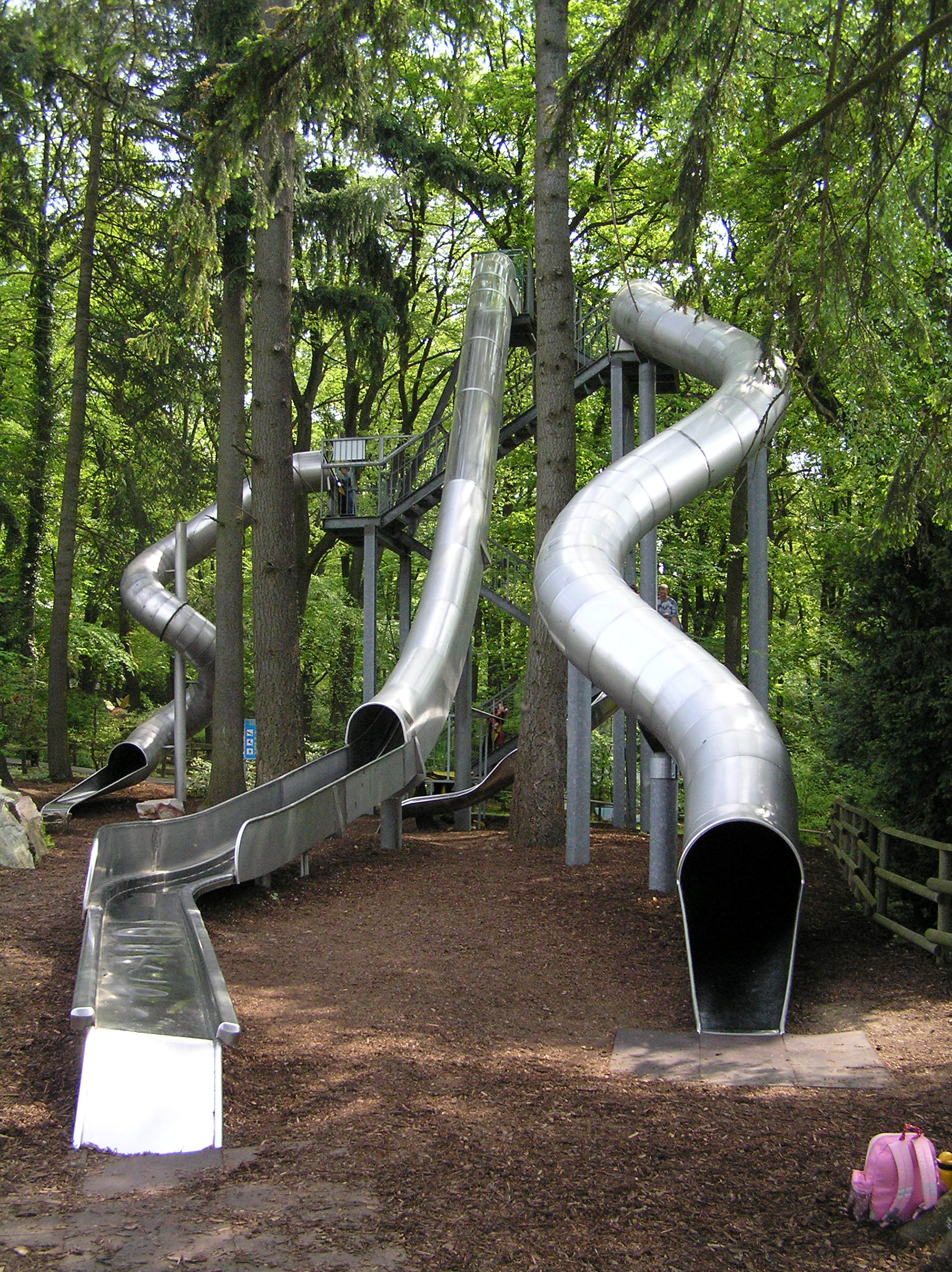
Silberpfeilrutschen
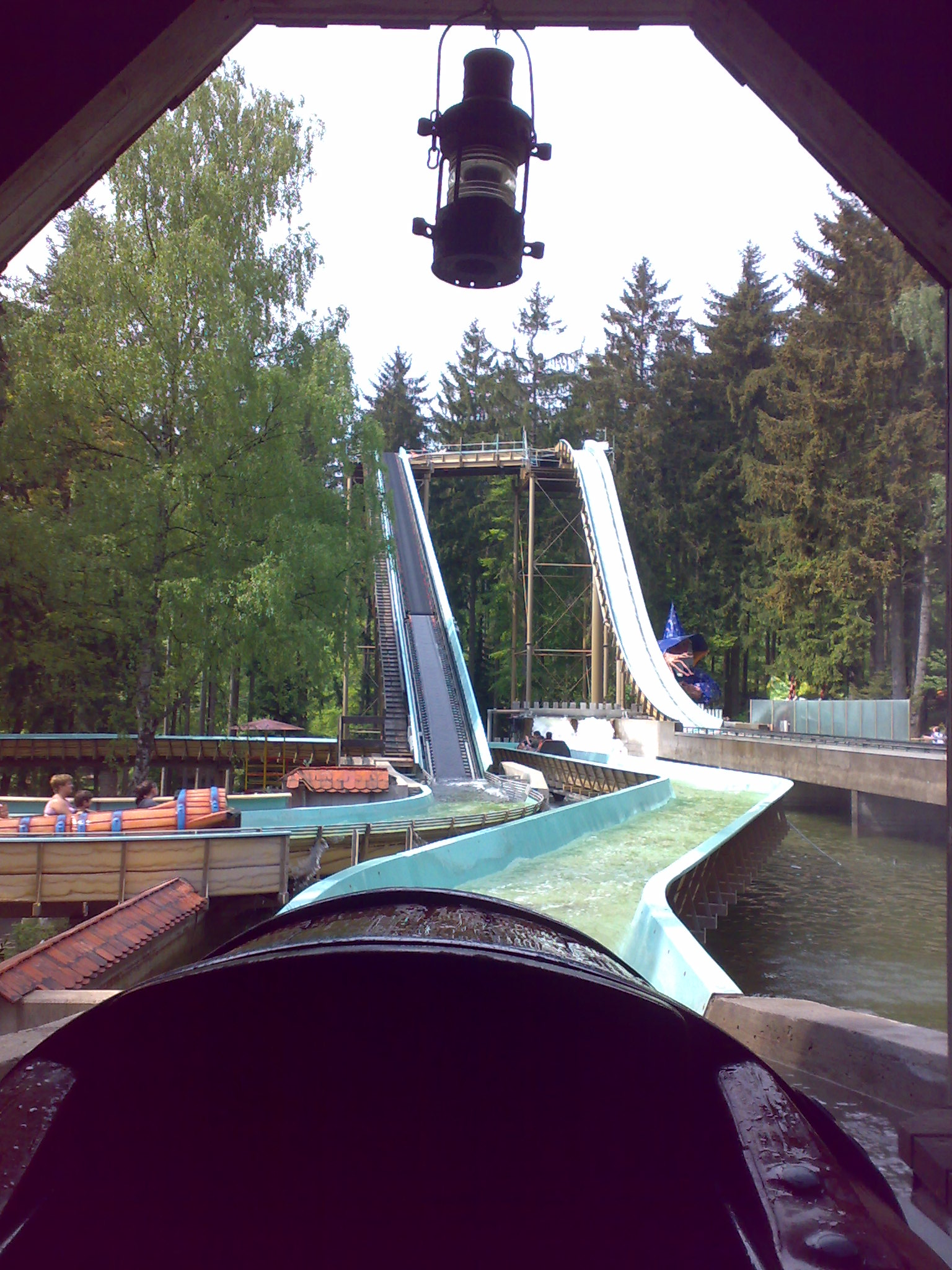
Traubenrutsche Wildwasserbahn
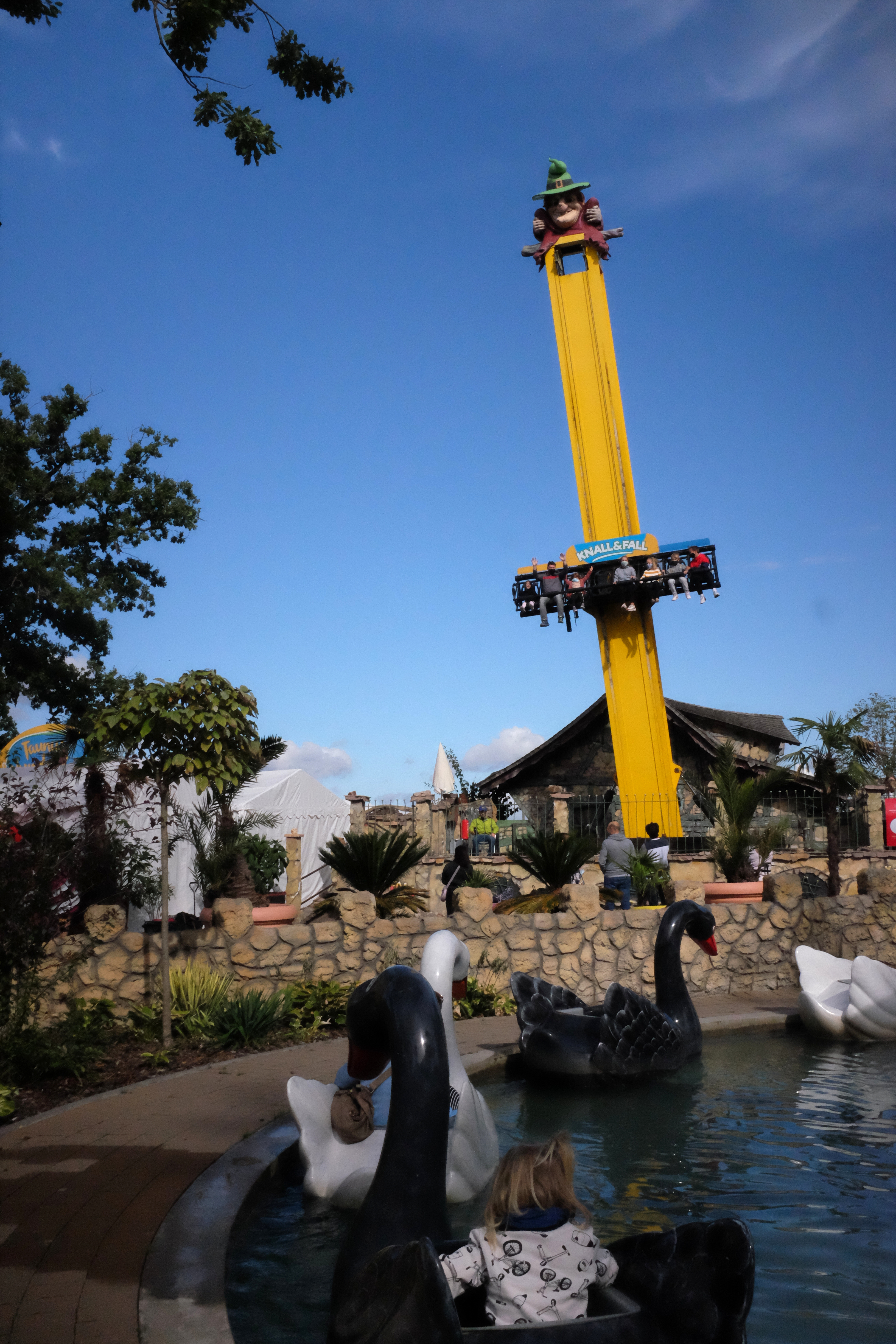
Knall & Fall Freefalltower
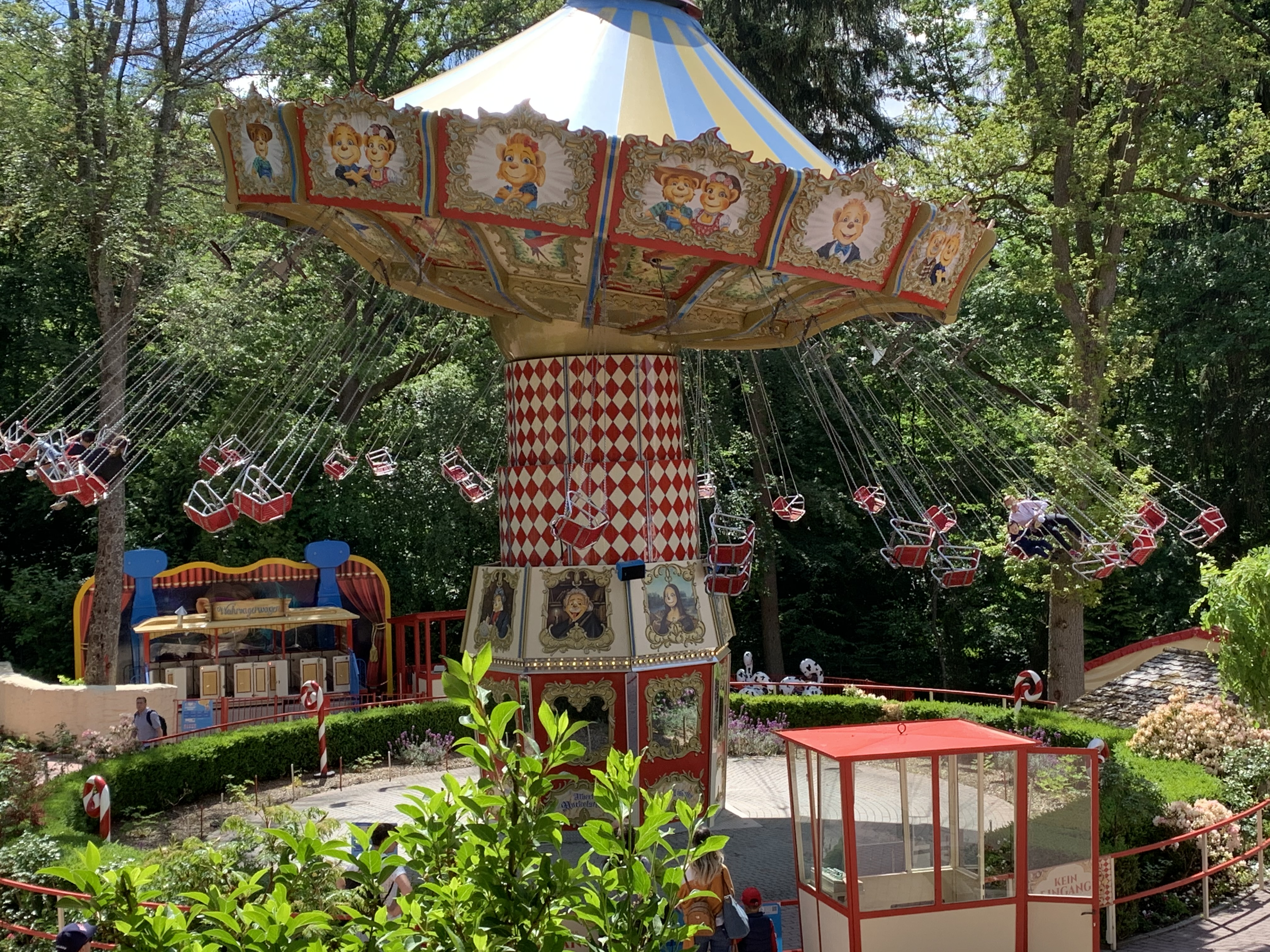
Himmelsstürmer
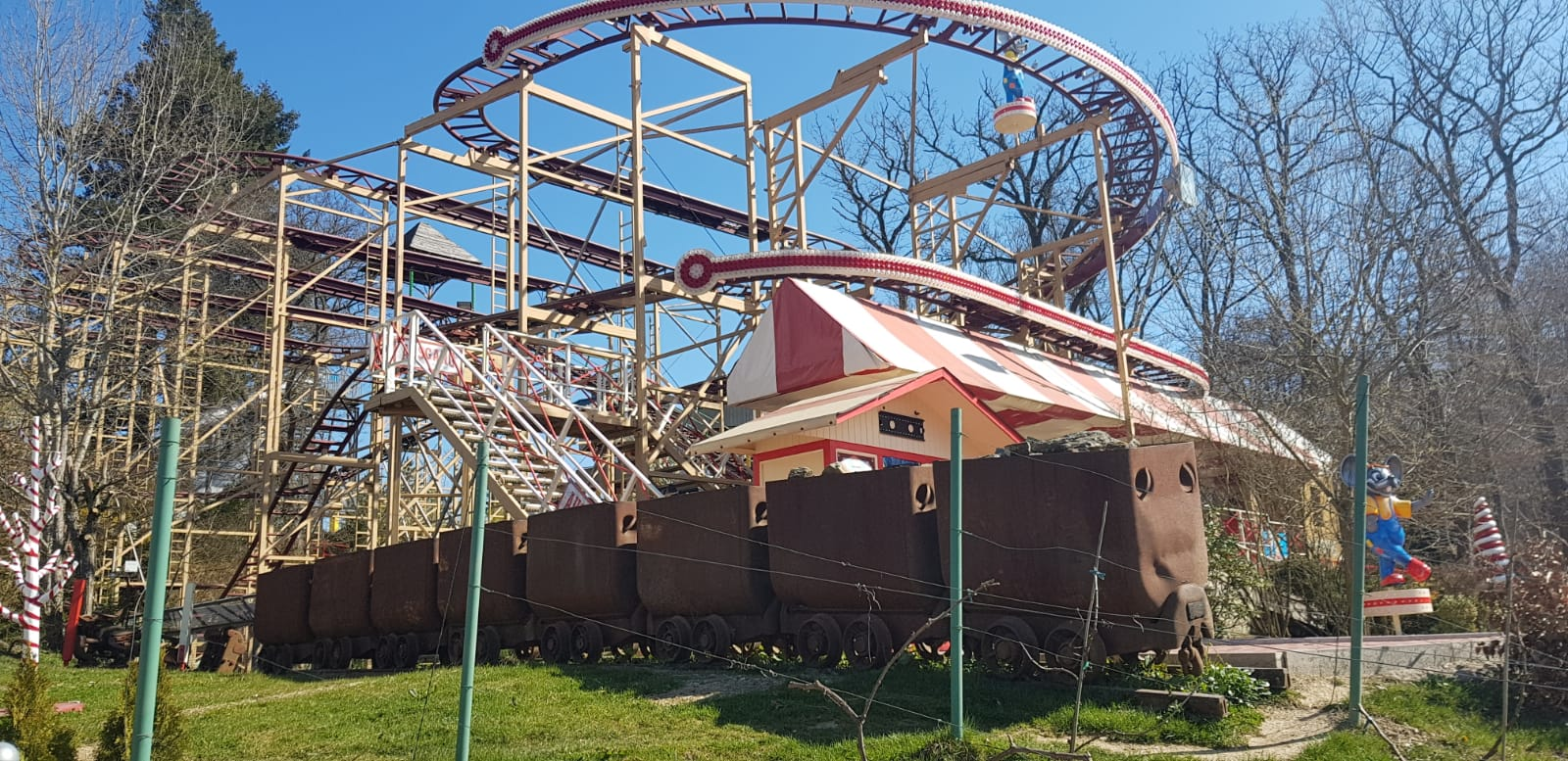
Wilde Maus Achterbahn
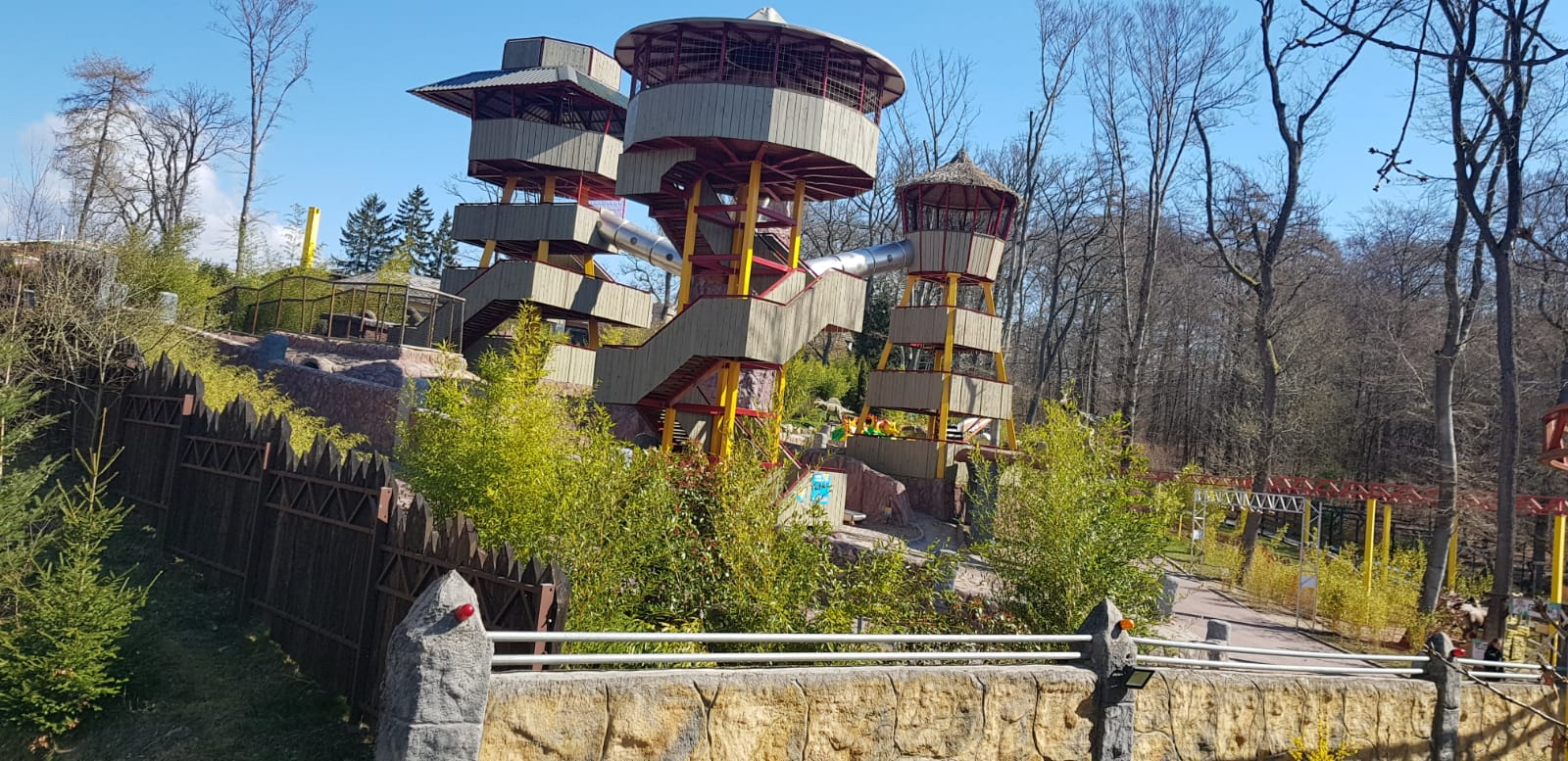
Dino Rutschen

## Betreiber
Betrieben wird das Taunus Wunderland von der Taunus Wunderland e.K. Otto Barth. Die Familie Barth ist seit fünf Generationen als Schaustellerfamilie aktiv. Die Achterbahnen wurden in der Vergangenheit von einem eigens dafür gegründeten Ingenieurbüro entworfen.
Geschäftsführer des Parks sind Otto Barth senior sowie sein Sohn Otto Barth junior.
Der Familienbetrieb beschäftigte mit Stand von 2019 im Jahresdurchschnitt rund 165 Mitarbeiter; der Park zählt 260.000 Besucher pro Jahr.

## Maskottchen und Themenbereiche
Das Haupt-Maskottchen des Taunus Wunderlands ist Muckel. Es ist ein animierter Bär, wie auch die weiteren Figuren Onkel Benno, Opa Alfred, Tante Rosi, Betty und Arya.
Der Familienpark ist in vier Themenbereiche aufgeteilt, die je einem der Maskottchen zugeordnet sind. Sie heißen Muckeldorf, Opa Alfreds Dinotal, Onkel Bennos Bauernhof, Tante Rosis Zuckerwatteland und Aryas Drachenschlucht (Stand: 2024).

## Veranstaltungen

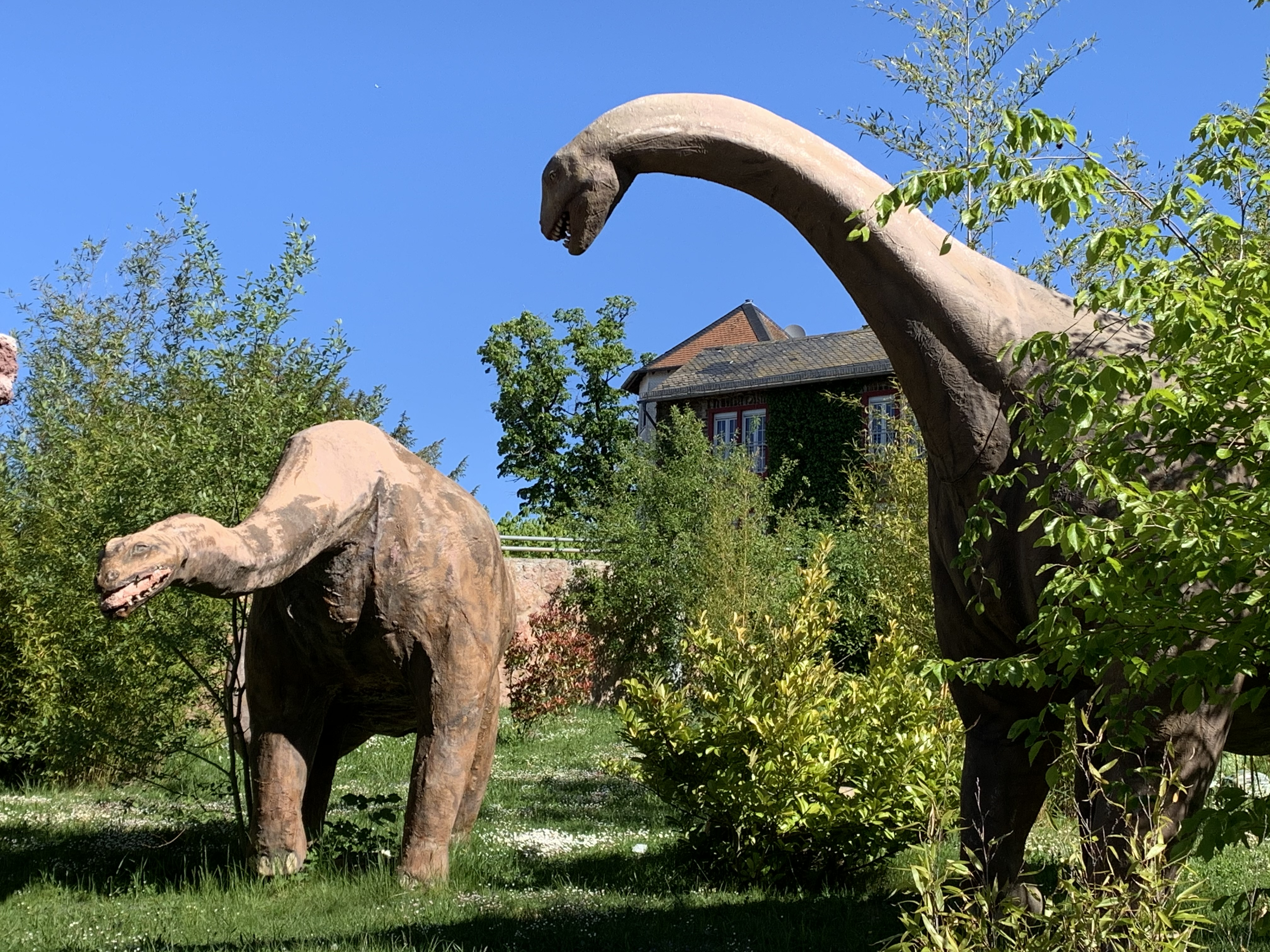
Dinosaurier Taunus Wunderland 2020

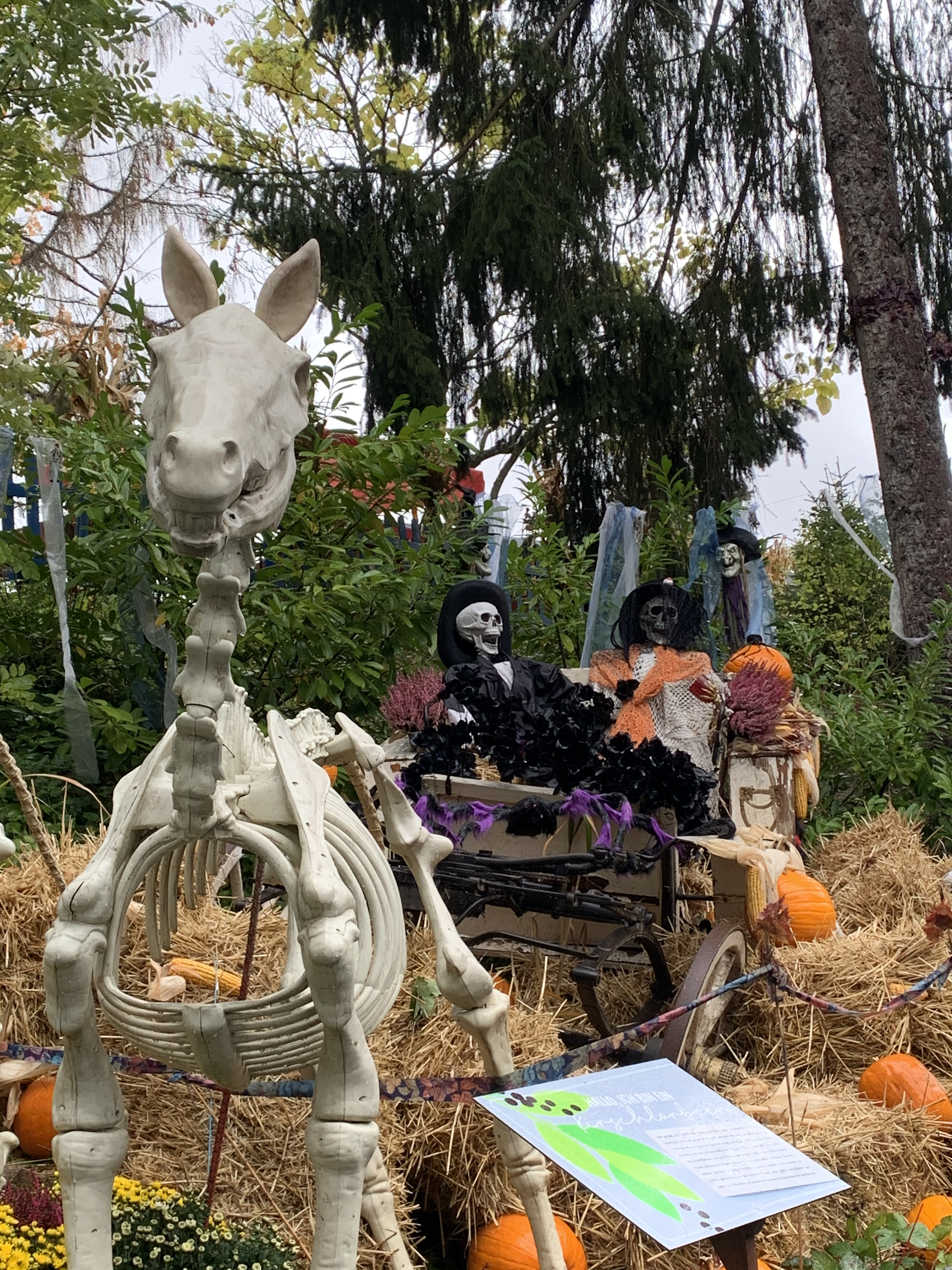
Halloween 2019

Im Spätsommer treten regionale Bands im Taunus Wunderland auf. Im Oktober gibt es eine Halloween-Thematisierung. Das Taunus Wunderland wurde in den Wintermonaten 2020/21 erstmals winterlich umdekoriert.